# Dobbeltdyr
Dobbeltdyr (Diplozoon paradoxum ) er en ikte, hvilket er en gruppe inden for fladormene, som er kendt for dens ubrydelige form for monogami bestående af to sammenvoksede dyr. Dobbeltdyr snylter på ferskvandsfisk i Asien og Europa. De findes ofte på gællerne af karpefisk hvorfra den suger blod fra fisken. De bliver ca. 7 mm lange.
Æggene lægges i en fisks gæller hvor de klækker til et larvestadie. Larven kan leve i flere måneder, men udvikler sig ikke før den møder en anden larve. Når det sker fæstner larverne sig til hinanden og vokser fuldstændigt sammen. Sammenvoksningen udløser kønsmodning, og dyrenes kønsorganer kommer i permanent kontakt. De kan leve i flere år på den måde indtil deres død.
- Wikimedia Commons har flere filer relateret til Dobbeltdyr

| Dyr | Spire Denne artikel om dyr er en spire som bør udbygges. Du er velkommen til at hjælpe Wikipedia ved at udvide den. |